# Октябрьский сельский округ (Восточно-Казахстанская область)
Октя́брьский се́льский окру́г (каз. Октябрь ауылдық округі) — административная единица в составе Шемонаихинского района Восточно-Казахстанской области Казахстана. Административным центром сельского округа является село Октябрьское.

## География
Согласно решению Шемонаихинского районного маслихата Восточно-Казахстанской области от 11 февраля 2022 года № 15/14-VII «Об утверждении Плана по управлению пастбищами и их использованию по Октябрьскому сельскому округу Шемонаихинского района на 2022-2023 годы» — общая площадь Октябрьского сельского округа составляет 18395 га; в том числе: земли сельскохозяйственного назначения — 15683 га, земли населенных пунктов — 1947 га, земли промышленности, транспорта, связи, для нужд космической деятельности, обороны, национальной безопасности и иного несельскохозяйственного назначения — 498 га, земли водного фонда — 64 га, земли запаса — 203 га. Гидрография сельского округа представлена реками Поперечка и Глинка.

## История
По состоянию на 1989 год — Октябрьский сельсовет (сёла Октябрьское, Луговое, Садовое).
Постановлением Восточно-Казахстанского областного акимата от 6 ноября 2019 года № 388 и решением Восточно-Казахстанского областного маслихата от 5 ноября 2019 года № 34/379-VI «О внесении изменений в административно-территориальное устройство Кокпектинского, Курчумского и Шемонаихинского районов Восточно-Казахстанской области» — населённый пункт Садовое был отнесён к категориям иных поселений и исключён из учётных данных; поселение упразднённого населённого пункта вошло в состав села Октябрьское.

## Население
| Численность населения | Численность населения | Численность населения |
| 1989                  | 1999                  | 2009                  |
| --------------------- | --------------------- | --------------------- |
| 2131                  | ↘1858                 | ↘1494                 |

## Состав
| № | Населённый пункт | Тип населённого пункта       | КАТО      | Географические координаты       | Население, 2009 г. |
| - | ---------------- | ---------------------------- | --------- | ------------------------------- | ------------------ |
| 1 | Луговое          | село                         | 636847300 | 50°26′39″ с. ш. 81°29′09″ в. д. | ↘341               |
| 2 | Октябрьское      | село, административный центр | 636847100 | 50°23′01″ с. ш. 81°30′54″ в. д. | ↘1 102             |
| 3 | Садовое          | село, упразднено             | 636847103 | 50°24′09″ с. ш. 81°30′01″ в. д. | ↘51                |